# Đỗ Quốc Luật
Đỗ Quốc Luật (* 12. Februar 1993) ist ein vietnamesischer Leichtathlet, der sich auf den Langstreckenlauf und den Hindernislauf spezialisiert hat.

## Sportliche Laufbahn
Erste internationale Erfahrungen sammelte Đỗ Quốc Luật im Jahr 2015, als er bei den Südostasienspielen in Singapur in 14:56,00 min den vierten Platz im 5000-Meter-Lauf belegte, wie auch über 10.000 Meter in 30:48,95 min. Zwei Jahre später gewann er bei den Südostasienspielen in Kuala Lumpur in 9:08,72 min die Bronzemedaille im Hindernislauf hinter dem Indonesier Atjong Tio Purwanto und seinem Landsmann Phạm Tiến Sản. Zudem erreichte er im 1500-Meter-Lauf in 3:57,70 min Rang sechs. 2019 schied er bei den Militärweltspielen in Wuhan im Hindernislauf mit 9:14,10 min in der Vorrunde aus, siegte anschließend aber über diese Distanz bei den Südostasienspielen in Capas in 9:04,50 min und wurde im 10.000-Meter-Lauf in 30:49,59 min Vierter. 2022 gewann er bei den Südostasienspielen in Hanoi in 9:10,99 min die Bronzemedaille hinter Atjong Tio Purwanto und seinem Landsmann Lê Tiến Long. Im Jahr darauf belegte er bei den Südostasienspielen in Phnom Penh in 32:36,32 min den sechsten Platz über 10.000 Meter und gelangte über 5000 Meter mit 15:17,19 min auf Rang neun.
2019 wurde Đỗ vietnamesischer Meister im 10.000-Meter-Lauf.

## Persönliche Bestleistungen
- 1500 Meter: 3:57,70 min, 24. August 2017 in Kuala Lumpur
- 5000 Meter: 14:29,83 min, 9. Dezember 2014 in Nam Định
- 10.000 Meter: 30:39,19 min, 17. Dezember 2022 in Hanoi
- 3000 m Hindernis: 8:59,6 min, 1. Dezember 2018 in Hanoi